# スパイクアウト
『スパイクアウト』（SPIKEOUT）とはセガが開発した3Dアクションゲームである。キャッチコピーは「お前と組めば、きっと無敵だ!!」。

## 概要
最大4人までのプレイヤーが協力しながら敵を倒していく。シフト、ビート、チャージ、ジャンプの4つのボタンを1つまたは複数同時押しすることで技を出すシンプルながら幅の広い操作系統になっている。
協力プレイを謳ったゲームは数知れずあるが、本作は一人で一筐体を使用し、リンク拒否機能も存在しないため、見知らぬプレイヤーであっても気兼ねなく乱入が可能である。
この見知らぬ相手と協力してゲームを進めるというスタイルが当時のゲームセンターでは珍しく、上達したプレイヤーだと1コインで長時間遊べるため売り上げこそ芳しくなかったが、いざ撤去してしまうとそのプレイヤー自体がその店舗に来なくなるという事で設置し続ける店もあるなど、特にプレイヤーからの人気を博した。前述の通り、「他人」であるリンクプレイヤーと言葉を交わすことは稀で、ゲーム内でのアピールおよびキャラクターの動作でお互いの意思疎通を図る。
意思の疎通が計れた場合に得る一体感はプレイヤーを魅了する大きな要素の一つである。場合によっては意図的にリンクしたプレイヤーをKOさせる（回復アイテムを取ってしまう、武器を投げ付ける、敵を押し付ける等）いわゆる「PK」といった遊び方もできる。

## ゲームシステム
プレイヤーキャラクター4人の中から1人を選び、ゲームを開始する。
1つのステージは様々な広さ、段差、坂道といった地形を持つ複数のエリアがゲートで区切られている。制限時間内にエリア内の敵を全て倒しゲートを攻撃で開ける事で次のエリアへ進む。
ステージボスのいるエリアに到達し、ボスを倒すことでステージクリアとなる。
エリア内のゲートは複数存在する事があり、選択したゲートでその後のエリア、登場するボス、果ては次のステージの行き先まで変わる。最短で4、最長で5ステージ構成。
ステージクリアまでに体力か制限時間のどちらかが0になるとゲームオーバーとなる。クレジット追加によるコンティニューは可能。
リンクプレイは一人のプレイヤーが協力プレイエントリー受付中の画面が出ている10カウントの間に別のプレイヤーがクレジット投入、スタートをすることで同時に最初からプレイできる。
既にプレイしているプレイヤーがいる場合はスタート後、どのグループに乱入するか選択し、ローディング画面を挟んだ後合流となる。
同じキャラクターを選ぶことも出来るので4人全員がスパイクというプレイも可能。区別を付ける為に同一キャラクターは服の色が変わる。

## ストーリー
アメリカのダウンタウン「ディーゼルタウン」では、やり場のない怒りを秘めた街の若きギャングたちが「チーム」と呼ばれる大小の集団を構成していた。
そんな中、突如出現したチーム「インフェルノ」が圧倒的な力と人数、かつ緻密に構成された戦略で瞬く間に街を支配してしまう。
それでも最後まで抵抗を諦めなかったチームが発した「この街最強の4人」という言葉に強い不快感と闘志を覚えた「BIG BOSS」と呼ばれるインフェルノのリーダーは、チーム「スパイク」を標的に"完全支配"を目論んだ。

## キャラクター

### チームスパイク
スパイク
声：鈴木英一郎(FE)、King Hollis(BS)
国籍：アメリカ、年齢：27歳（BSは37歳）、身長：185cm、体重：90kg
ディーゼルタウン最強と噂されるチームスパイクのリーダー。ドレッドヘアーに鋭い目つき、太く鍛えた両腕には刺青が入れてある。元ヘビー級ボクサーで強力なパンチを主体とした格闘スタイル。普段は極端なまでの無口かつ無表情だが戦いの場でのみ表情が変わる。威圧的な外見と雰囲気が人を遠ざけているが、それを気にしないホワイトが唯一彼とつるんでいる。5歳になる一人息子と一緒に過ごす事が生き甲斐。その息子もゲーム中に登場し、スパイクの背中にくっついたり、スパイクの動きを真似している。10年後もその実力は衰えていないが、自ら表には出ずにジュニアら新しいスパイカーズの行く末を見守る姿勢をとっている。髪型はドレッドからコーンロウに変えている。
ホワイト
声：玄田哲章(FE)、Bruce Dubose(BS)
国籍：アメリカ、年齢：25歳（BSは35歳）、身長：185cm、体重：92kg
元アメリカ陸軍所属の陽気な白人男性。笑うことも笑われることも大好きなチームスパイクのムードメーカー。根は良い人物なのだが、声が大きくうるさい。人から指図される事とテンシンが大嫌い。生まれて初めてケンカに負けた相手がスパイクだった。格闘スタイルはワイルドなアッパー系を特徴としたマーシャルアーツ。初心者にも扱いやすいキャラだが、コンボを使いこなせないとダメージを多く与えられない。10年後ではジュニア達の活躍の陰でディーゼルタウンをネオインフェルノ達から守るため、また行方不明になったスパイク達を捜すために孤軍奮闘していた。バトルストリートのパッケージイラストではサングラスをかけているが、ゲーム中では付けていない。また髪型は逆立てるショートヘアからオールバックのセミロングに変わった。
リンダ
声：雪野五月(FE)、Colleen Clinkenbeard(BS)
国籍：アメリカ、年齢：23歳（BSは33歳）、身長：172cm、体重：51kg
チームスパイクの紅一点。良家のお嬢様で頭は良く、常に冷静。しかしお嬢様扱いされる事を嫌う。格闘スタイルは長い足から繰り出される切れのいいキック。各技の性能も独自なものが多く、上級者向けキャラ。ボスとの1対1の戦闘で真価を発揮する。10年後では父親の事業を継ぎ、企業のトップとして君臨している。ナイスバディと鋭い蹴り技もいまだ健在。行方不明になったスパイク達を捜すため、ジュニアに手紙を送りディーゼルタウンへ呼び出したのは彼女である。
天心（テンシン）
声：中田譲治(FE)、Christopher Sabat(BS)
国籍：日本、年齢：29歳（BSは39歳）、身長：193cm、体重：83kg
チームの中で一番背が高い日本人男性。背中一面に彫られた般若の面の刺青が特徴。鋭い眼光を持ち普段は口数が少なく性格も冷静で、よほどの事でなければ怒らない。しかし一度キレたら手がつけられないという面も持つ。自身と性格が正反対なホワイトが生理的に受け付けない。長い手足から繰り出される裏拳や回し蹴りといった回転軌道の攻撃が多い独特な拳法を使う。慣れるまではクセが強いが、各種コンボを使いこなせれば真価を発揮できるキャラクター。10年後もその強さは健在で、天心を一目見たジャッカルは「その辺の奴とは格が違う」と警戒している。ジュニアらと合流した際は仲の悪いホワイトに軽い冗談を言うなど、性格もわずかに変化が見られる。髪型はホワイトがセミロングになったのに対しひっつめ頭だった髪を切り、そこに鉢巻を巻いている。

### チームアルベルト
スパイカーズバトルのみ登場
アルベルト
アフロヘアのイタリア人少年。チームアルベルトのリーダー。エースストライカー。サッカーをモチーフにした足技で戦う。
フェンリー
メガネをかけた知的な印象を持つ少年。自身の格闘理論に基づいた拳法で戦う。
ヒカル
日本人女子高生。2つに分けた髪を後ろで三つ編みにしている。空手主体に戦う。
ゴーン
大柄な男性。インディアン。両腕を使ったダイナミックなモーションでの攻撃で戦う。

### チームネオスパイク
スパイクジュニア
声：Bill Townsley
国籍：アメリカ、年齢：15歳、身長：182cm、体重：76kg
バトルストリートの主人公。前述のスパイクの息子が逞しく成長した姿。父親譲りのボクシングを中心とした格闘スタイル。パンチ力も父親からの遺伝なのか、チャージLv4の威力は全キャラ中でもトップクラス。現在はディーゼルタウンのあるアスディア島を離れ、全寮制の学校で平穏な日々を過ごしていた。ある日届いた手紙によりディーゼルタウン襲撃の事を知りディーゼルタウンへ再び向かう。性格はすぐ「俺には関係ない」や「俺のやりたいようにやる」といった自己中心的な事ばかり口に出すが、はぐれたミンファを心配してこっそり捜しに行こうとするなど根は思いやりである。偶然に出会った仲間達とチームネオスパイク結成し、ネオインフェルノとの戦いに挑む。
ミンファ
声：Laura Bayley
国籍：アメリカ（華僑）、年齢：15歳、身長：164cm、体重：47kg
ジュニアと同じ学校に通う元気な女の子。格闘スタイルは八極拳で、『バーチャファイター』のアキラと同様の技をいくつか使用する。ジュニアに好意を抱いており、日ごろ何かと用事を見つけては（時に用事が無くても）ジュニアの側にくっついている。ジュニアが学校を経った後、届いた手紙を読んだ事をきっかけに、ジュニアを追ってこっそりとディーゼルタウンへと向かい戦いに巻き込まれてしまう。
ジャッカル
声：Jim Foronda
国籍：アメリカ、年齢：28歳、身長：185cm、体重：78kg
何事も斜に構え、つかみ所の無い雰囲気を醸し出すチームネオスパイクの最年長者で意見のまとめ役。格闘スタイルは我流のボクシング。全キャラ共通のジャンプキックと水面蹴り以外、足を使った攻撃がない。かつてストリートの喧嘩屋として名を馳せていた時期があり、拳一つあれば自分の邪魔をする奴はいないと慢心していた。そんな中、自分に憧れた弟のフォックスが同じ喧嘩屋の道に入る。口では止めながらも最初は内心嬉しがっていたが、フォックスが無謀にもヴォイドに挑み殺されてしまった事に自責の念を感じている。弟の仇を討つため、ヴォイドを探しにディーゼルタウンにやって来たところ偶然ジュニアらと出会う。どこか死んだ弟と重なって見えるジュニアに「生意気なガキだ」とぼやきながらも手を貸すようになる。
フィオナ／アークファング
声：Stephanie Young
国籍：イタリア、年齢：23歳、身長：178cm、体重：57kg
ミカエルと手を組んだ超複合企業と世界規模で対立する財団の精鋭部隊に所属する女エージェント。スパイク暗殺の特命を受け、その足がかりとしてジュニアに接触する。その際、自分を島の観光客と偽るがジュニアとホワイト両方に全く信用されていなかった。彼女自身はこの任務にあまり乗り気ではなく、ジュニアやホワイトとの出会いでその強い意思に触れ、仲間と任務の板ばさみで葛藤するがスパイクを目の前にしてもついに暗殺を実行する事は出来なかった。その後、色々と吹っ切れたのかチームネオスパイクのメンバーとしてミカエル達との最後の戦いに臨むことになる。ミカエルとの戦いの後、彼女がどうなったのかは描写されていないため不明である。格闘スタイルはカポエラ等の技術を取り入れた足技中心のスタイルとなっているが、モーションはアルベルトの流用。アークファングとは彼女の作戦中のコードネームで、ゲーム中に条件を満たす事でアークファングとしてのフィオナを使用出来るようになる。足技中心の格闘スタイルから、普段腰から下げるだけで使わない二本のトンファーを手に戦うスタイルに変化する。既にトンファーを持っているので落ちている武器を拾う事は出来ない。

### チームネオインフェルノ
ミカエル
声：Rick Spiegel(BS)
国籍：ロシア、年齢：33歳（BSでは43歳）、身長：190cm、体重：87kg
ディーゼルタウンに突如として現れ、圧倒的な人数と凄まじい暴力で他のチーム達を制圧したチームインフェルノのビッグボス。冷静な判断力と、残忍な統率力の元で街全体を支配下に置きかけた頃「最強」と噂されるチームスパイクの存在を知り、不快感を露にしたミカエルは彼らを標的にし傘下のチームへ攻撃を命令する。しかし、チームスパイク四人との激闘の末にインフェルノは壊滅状態に陥り、ミカエル自身も崩れ行くインペリアルオペラの舞台と共に姿を消した。それから10年後、スパイクへの恨みを片時も忘れなかったミカエルは超複合企業と手を組みチームネオインフェルノを結成、ディーゼルタウンを再び暴力による支配下に置くことを目論む。事は順調に運ぶかのように見えたが、ネオインフェルノの組織力をもってしてもスパイク本人は見つからず、チームの幹部はスパイと忠誠心皆無の者しかおらず最終的にはスパイクに会うことも出来ずにジュニア達に敗れ二度目の野望も打ち砕かれてしまう。格闘スタイルはストライカーと抜刀術。使う武器がサーベルから身の丈ほどもある日本刀に変わった。雑魚キャラを掴み武器代わりに振り回すなど、戦い方は独自の格闘理論に基づきながらもパワフル。
フォンロン
声：Jayna Wallach
国籍：フランス、年齢：23歳、身長：182cm、体重：55kg
チームネオインフェルノの女参謀だが、裏の顔は超複合企業のスパイ。格闘スタイルはフェンリーと同じ中国拳法。ビート攻撃の出が速く敵の反撃を受けにくく、また掴みやすい。更にジャンプ投げの後に壁を使わず敵をチャージLV2で拾える等、初心者向けの使いやすいキャラとなっている。性格は慎重かつ冷酷で、表向きはネオインフェルノに服従しつつも、ミカエルやヴォイドを用済みになればいつでも消せるよう準備をしている。フィオナとは過去何度か戦ったことがあり、アストロモールで遭遇した際も始末しようと襲い掛かるが逆に返り討ちにあってしまう。
カエデ
声：Georgia Foy
国籍：オランダ、年齢：22歳、身長：175cm、体重：51kg
ネオインフェルノの実働部隊で、フォンロンと同じく超複合企業の女スパイ。フォンロンとは常に行動を共にし、ネオインフェルノ入団テストの試験官も務める。格闘スタイルはストライカー系総合格闘技で素早い蹴り技を得意とする。チャージLV3攻撃は他のキャラに比べて長いリーチがありボスにも当てやすい。性格、口調は男勝りで、弱き事で女を表す事に強い不快感を覚えている。アストロモールで仲間達と合流中のミンファを襲撃するが、フォンロンと同じく返り討ちにあってしまう。
ヴォイド
声：Christopher Sabat
国籍：スペイン、年齢：30歳、身長：200cm、体重：90kg
地下格闘技界では名前を知らぬ者はいないという凄腕ファイター。自称ネオインフェルノのイケメン担当。巨体にスキンヘッド、目を覆うマスクが特徴。戦い方はゴーンと同じく両手を振り回す豪快なストリートファイトスタイルで、重量級相手でも投げを潰されないという特性がある。ネオインフェルノの入団テストに合格し、ミカエルの指示によってディーゼルタウンの殆どを自分の手で制圧する。性格は粗暴で傲慢、サディスト、そして面倒くさがり屋。何より金に汚く、事あるごとにギャラを要求する。ディーゼルタウンに来たのも金を稼ぐためで最終的にミカエルをも標的にしていたことからチームへの忠誠心は皆無である。インペリアルオペラ内でジュニア達と戦う事になるが、激昂するジャッカルを前に「あぁ？お前そんなに喜んで、俺のファンか？」などと野次を飛ばす。ジャッカルの弟フォックスの事は覚えていたようでそれをダシに尚も挑発をするが、最後はジュニア達によって倒された。

## 敵キャラクター
雑魚
数を頼みにスパイクたちに襲い掛かってくるインフェルノとその傘下チームのギャングたち。各チームごとにそのカラーを反映した様々なコスチュームをしており、一人ひとりにきちんと名前が付けられている。攻撃はパンチ、キック、投げの格闘を主体とし、武器を使う者もいる。
体力も低く攻撃頻度もそこまで高くないため1対1での対処はしやすいが、囲まれて攻撃を受けると思わぬ大ダメージを受けることなる。一部の投げを潰す重量級の雑魚も存在する。ボスと同時に登場する取り巻き達は体力も多く、攻撃頻度も上がり、ボスを守り援護する壁の役割を果たす。ボスとの戦いでボスを先にノックアウトすると戦意を喪失して一目散に逃げていく。
ボス
主にインフェルノの傘下に収まったチームのリーダー格もしくはそれに次ぐ実力者たち。足払いや空中投げの無効、起き上がりの無敵時間、空中での受身など雑魚とは一線を画した性能を持っている(一部性能がないボスもいる)。雑魚同様重量級のボスも存在する。最大の特徴は強力な必殺技を各々が持っており、特に攻撃を繰り出す際に身体が黄色く光っている間はプレイヤーのあらゆる攻撃が通用しなくなる。前述の取り巻きの雑魚、さらにエリアによっては複数同時にボスが現れる事があり、その脅威はステージが進むごとに上がっていく。

### BSで使用可能なボスキャラクター
スパイカーズキャンプで遭遇
- フェニックス

ディーゼルタウンで遭遇
- ダグラス / ノーラ / ビクター / ジャスティン / エリオット / キング（キングより高性能のエンペラーは条件を満たして倒しても使用できるのはキングとなる）
- カーティス / ルーイ / ヒューイ / デューイ / ランドルフ

シップヤードで遭遇
- トマホーク / キティ / リサ / けいじ / ごんぞう / にへい
- ブルー / レッド / カイザー

アストロモールで遭遇
- きんごろう / りゅうじ / レニー / オズワルド / ワン / チェンロン
- デューク / ジーナ / ワンダ / ホーマー / カルロス

インペリアルオペラで遭遇
- ホーネット / スコーピオン / ビートル / コブラ
- クレイ / ブレイク / ミュア / ブライアン
- インメルマン / シュナイダー / ロドリゲス / ヴィルヘルム / ベリアル

## アピール
本ゲームではレバー+ボタンによりキャラクターが簡単なアピールを行う。
- サンクス　レバー時計回り一回転+ビートボタン：キャラクターが感謝するモーションを行う。
スパイク：親指を立てた腕を頭上に上げる（サムズアップ）。ボイス：「サンクス」
ホワイト：スパイクと似たポーズだが手や体を前後に振りながら行う。ボイス：「セェンッキュウ～(thanks dude.)」　
テンシン：両手を胸で合わせお辞儀をする。ボイス：「センキュウ」
リンダ：同じくスパイクと似たポーズだが、スパイクほど腕を高く上げず前に出す。ボイス：「サンクスアロット」

- ソーリー　レバー反時計回り一回転+ビートボタン：キャラクターが謝罪するモーションを行う。
スパイク：手の平を相手に向けて掲げ、下ろす。ボイス：「ソーリー」
ホワイト：両手を上げ驚いたジェスチャーを取り、左右を軽く見回した後片手を上げる。ボイス：「ソーリー」
テンシン：両手をズボンの縫い目に合わせ姿勢を正した後45度ほど頭を下げる。ボイス：「ソーリー」
リンダ：肩をすくめる。ボイス：「ソーリー」

- SP（スペシャル）アピール（挑発）　レバー時計回り一回転+ビート+チャージ+ジャンプボタン：キャラクター独自のモーションを行う。
スパイク：腕組みをした後鬱陶しそうに手を払いのける。
ホワイト：モンキーダンス。
テンシン：腰に両手を当て首を振った後大きくため息をつく。
リンダ：胸を強調するポーズをした後、少し恥ずかしがってからガッツポーズ。

- ヘルプ　レバー時計回り一回転+ビートボタン+チャージボタン：キャラクターの体力が点滅状態（1/3以下）でのみ使用可能。キャラクターが助けを求める。

アピール中は手や腕に微々たる物だが攻撃判定があり、敵にダメージを与えたり、ゲートをオープンすることができる。またSPアピール中は完全無敵であり接触した敵はボスであってもダウンする。
キャラクターのモーションが定型化されていること、加えて同時にプレイする相手とは実際に会話しないこと（前述の通りプレイは見知らぬ相手と行うことがほとんど）によりアピール一つでも様々な解釈を行うことができる。
- 例：味方に武器を投げつけた後「サンクス」→敵意、あるいはPK（PKプレイをしよう、あなたをPKします）、またはその場のノリ（お遊び、好意）の意志を示す。
例2:KOされてしまったキャラの側で「ソーリー」→助けられなくてすまない
例3:KOされてしまったキャラの側で「サンクス」→死んでくれてありがとう

また、このゲームは4人で協力プレイを行いかつ最長ルートを進んだ場合プレイ時間は2時間に達することもある。一人プレイでいわゆる「点数稼ぎ」を行った場合は3時間にも及ぶと言われている。このため、「（ゲームセンターで）長く遊べるゲーム」として広く知られている。

## 続編・関連作品
スパイクアウト ファイナルエディション（SPIKEOUT FiNAL EDiTiON）（1999年）
スパイクアウト・ファイナルエディション（以下FE）は、スパイクアウト・デジタルバトルオンライン(以下DBO)のゲームバランスと難易度を調整したバージョン。
一般的に、「スパイクアウト」という場合、こちらを指す。
スラッシュアウト（SLASH OUT）（2000年）
後に同社から『スラッシュアウト』というゲームが登場した。『スパイクアウト』の続編かと期待されていたが、世界観が変わりプレイ時間を短縮させる仕様になっていたりあまり人気はなかった。
同作は『スパイクアウトFE』を作ったスタッフと、「新しいものを作りたい」とするスタッフの意見の内、後者を採用する形で制作されたため、ゲームの世界観は大幅に変わり、いわゆる「剣と魔法の世界」となった。その他にも投げの削除やC4攻撃の飛び道具化などさまざまな変更が施されている。
『スパイクアウトFE』の問題点（プレイ時間の長期化によるインカム低下）に対し、タイムアタック（指定時間内にステージをクリアする）というシステムを提案したが、その結果いかに早く、いかに効率的にプレイするかが重要視されるようになり、リンクプレイ時にも味方同士で高速クリアを目指すという一体感は生まれたが、『スパイクアウト』のようなその場のノリで遊ぶということも難しくなり、遊びの幅が低下することになってしまった。
難易度も『スパイクアウトFE』に比べ低いため、窓口を広げる結果にはなったが、繰り返し遊び込めるほどではない。このため、ゲームの幅の狭さから『FE』から参入したプレイヤーのほとんどがFEに戻ってしまう、あるいはスラッシュアウトからスパイクアウトFEに流入してしまうような事態も珍しくなかった。
同作は『スパイクアウトFE』とは別の意味でインカム低下を招き、2001年ごろにはほぼ店頭で見かけなくなってしまった。
なお、タイム的な意味以外での難易度は全体的に緩和され、キャラクターの動きも拡張されており、コンテニューを前提に考えるのであれば隠し要素等を含めて遊びの幅（バグ技などを除く）はこちらのほうが広い。
スパイカーズバトル（SPIKERS BATTLE）（2001年）
『スパイクアウト』を、プレイヤー同士の対戦をメインに作り替えたもの。
『スパイクアウト』のPK戦に特化したゲームではあるが、同作は狭いフィールド内で直接プレイヤー同士が殴り合う、という内容であり限定された条件でPKするという（『スパイクアウトFE』にあった）PKの楽しさがないこと、相手を直接攻撃できる分、ゲームバランス上コンボの幅が大幅に狭くなってしまい爽快感がないこともあり、すぐに撤去したゲームセンターも存在した。
バトルロワイヤルという形式ながら、シングルプレイ時には基本的に敵が全てこちらを狙ってくるため、不利な状況になることがほとんどであった。
初回出荷分は5000本程度とも言われており、「あのスパイクアウトの続編」という看板があっても入荷を見送る店舗が多かったと言われる。
スパイクアウト バトルストリート（SPIKEOUT BATTLESTREET）（2005年）
前作（『スパイクアウトFE』）から10年後、成長したスパイクの息子ジュニアが主人公となり再びディーゼルタウンを舞台にチームネオインフェルノとして甦ったミカエルと戦うストーリー。
Xboxで発売された家庭用『スパイクアウト』。ゲーム自体は『FE』のリメイクだが、スペシャル投げの威力増加や雑魚、ボスの弱体化などマイルドな調整がされている。
物語を新キャラクターの視点から追う八章立てのストーリー、各ステージを通しでも選択しても遊べるバトルストリート、操作の練習が出来るトレーニングの三つのモードがある。
バトルストリートモードでは画面分割やXbox Liveによる4人同時プレイ、スコアランキングへの登録及び閲覧が出来た。
プレイヤーキャラクターが4人から12人に増え、条件を満たすことでボスキャラクター45人が使用可能なり、合計57人ものキャラクターを使う事が出来る。
『FE』で使用可能だったコンボが再現出来ない等、差異がいくつかある。
レンタヒーローNo.1（RENT A HERO NO.1）（2000年）
メガドライブで発売されたRPGをリメイクした作品。
キャラクターのモーションや戦闘システムに『スパイクアウト』の物が流用されている。

## シリーズ
- 1998年 - SPIKEOUT DIGITAL BATTLE ONLINE（DBO）（アーケード、MODEL3）

初出作品。
前述のファイナルエディションと比較すると、「サンクス」以外のアピールがない、KO数による敵の攻撃力増加がない、ボスの体力が異常に多い、一部システムボイスが存在しない等の差異がある。
- 1999年 - SPIKEOUT FINAL EDITION（FE）（アーケード、MODEL3）
- 2005年 - SPIKEOUT BATTLE STREET（BS）（Xbox）

## ステージ
- スパイカーズキャンプ(SPIKER's CAMP)
1面。海沿いにあるチームスパイクの別荘から道路、駐車場を経由して灯台までの道のり。
ステージが開始するとチームインフェルノの部隊が別荘内に侵入してくる。別荘の敷地内から出て、最後は灯台にてヘリから降りてくるステージボスのフェニックスと戦うことになる。
別荘内にはチームスパイクそれぞれの部屋があり、内装やインテリア等は四人の趣味が反映されている。
本ステージは『FE』から追加された。
バトルストリートでは『FE』には無かった港エリアから始まり、トンネル前、トンネル内部を抜けて別荘の前の道路に出た後は『FE』と同様の構成となっている。敷地内に入ることは出来ないが、別荘を少し見ることが出来る。
ボスのパイソンはトンネル前、アントはトンネル内部のエリアに配置されている。

- ディーゼルタウン(DIESEL TOWN)
2面。アメリカのダウンタウンをイメージしている。ガソリンスタンドがある広い通りから工場地帯や倉庫、下水道で構成されており、街全体を一周するように進む。
チームインフェルノの多彩なギャング達が登場する。ストリートギャング風な敵から、軍人のような格好をした敵まで様々。ステージボスは分岐によりジャスティン&エリオットかランドルフになる。
このステージよりアストロモール、シップヤードの2ステージに分岐する

- アストロモール(ASTRO MALL)
3面(4面)。オープン前のショッピングモール。複数フロアに分かれているモール内のショッピングエリア、フードコート、地下駐車場等を上下激しく動き回り、巨大なソニック像のあるエントランスを目指す。『BS』ではとっくにオープンしているはずだが（ミンファが買い物に出かけている）、店員や客の姿は全く見えない。
ステージボスはリュウジ。ヤクザやスポーツスタイルの雑魚、中国系の雑魚が登場する。
リュウジを取り巻く雑魚を一人も倒さずにリュウジをKOするとシップヤードに行くことができる。

- シップヤード(SHIP YARD)
3面（4面）。スパイカーズキャンプと同様FEからの追加ステージ。広大な造船所で巨大な建造中の船舶の下を潜り抜け、最後は甲板にてボスと対決する。
水兵や土木作業員、清掃員、バイクライダー達が登場。ステージボスはカイザー
カイザーをリュウジと同様の方法で倒すとアストロモールに進行可能。
（アストロモールから来た場合、もう一度アストロモールに戻る事は出来ない。その逆も同様）

- インペリアルオペラ(IMPERIAL OPERA)
最終面。チームインフェルノのボス、ミカエルの本拠地。迷路のように植木が刈り込まれた庭を抜け、中庭、または裏庭からオペラハウスに突入し、最後は舞台頭上でミカエルと対決する。
雑魚キャラには一面に出てきた特殊部隊や劇場内警備員、ボスにはミカエル親衛隊や演目の役者達が登場する。

## ボタンの役割
- シフト：シフトボタンを押しながら移動することで「シフト移動」が可能となる。
シフト移動中はカメラの向きが固定され、レバーを自分の背後方向に入力しても振り返らず、後ろ歩きで後退する。
これにより敵の攻撃を回避した後即反撃、または敵に背を向けず距離を取る、といった行動が可能となる。
このゲームには防御が存在しないため、攻撃回避を担うシフトボタンは最も重要であると言える。
- ビート：一発の威力は低いが素早い攻撃を繰り出す。最大で6コンボが可能。ビートを3発繰り出した後チャージにつなげる連携が多用される。
- チャージ：ビートよりも出は遅いが威力の強い攻撃を繰り出す。チャージボタンを押し続け（溜めて）、離すことにより4種類の攻撃を繰り出すことが可能。最大まで溜めると9カウントダウンが始まり0になるとチャージ効果は消える。
チャージ中は移動速度が低下する。ジャンプ中や投げのモーション中でもチャージ可能。チャージしながらビート攻撃も可能。
- チャージLv1：[通常攻撃] 溜めずにチャージボタンを押しただけの攻撃。リンダのみここからビート攻撃に連携可能。
- チャージLv2：[ノックダウン攻撃] その名のとおり全ての敵を一撃で空中に吹き飛ばしダウンさせる。コンボから追い討ち、空中の浮かせ直しまで、活用する機会は大きい。
- チャージLv3：[グロッキー攻撃] 敵を一定時間気絶させ行動不能にする（一部ボスには無効）。
グロッキーの効果時間はある程度ランダムだが、最大10秒程度敵が無力化されるため大ダメージやコンボのチャンスとなる。また、空中でヒットさせるとグロッキー状態にはならないが浮かせ直し効果がある。
- チャージLv4：[スーパーチャージ攻撃] 最大まで溜めたパワーで敵を吹き飛ばす。
チャージ攻撃中最大の攻撃力を持つが発動までのモーションや硬化時間が長く、ただ出しているだけではピンチを招くだけとなる。特にボスや取り巻きは後退して避けるためそのまま出してもまず当たらない。
スパイクが敵と密着して放つと攻撃力が他キャラの1.5倍となり非常に強力。
- ジャンプ：レバー方向を入れない場合は垂直に、それ以外はレバー方向に対応したジャンプをする。ボタンを押した長さでジャンプの高さが変わる。走りながらのジャンプは普通に走るよりも速い。

## その他の技・コマンド
使用可能な技等を記載する
各ボタンについては以下のとおり略する。
- +記号は同時入力を、→はボタンを続け入力すること、そして_は追加入力を意味する。
S=シフト　B=ビート　C=チャージ　J=ジャンプ
- B+J：小ジャンプ攻撃
小ジャンプから敵を地面に叩きつける。雑魚の場合は一撃でダウンするため連続技の始動として利用されることが多い。低い位置まで判定があるため、ダウンした敵への追い討ちにも利用される。発動時アーマー有り。
- C+J(_BorC)：小ジャンプ攻撃　J→CやJ→B（どちらもすばやく入力する）でも発動できる。
前述のB+Jとは異なり、キャラ独自の小ジャンプ攻撃を行う。B+Jに比べて利用頻度は低め。単体では利用されず、コンボに使用されることが多い。発動時弱めのアーマー有り。
キャラにより追加攻撃が可能。リンダの場合、他キャラと比べて使い勝手がいいため、この技が良く使われる。
- B+C(_BorC)：足払い
足元を払い、敵を転ばせる。追加攻撃で転ばした敵に追い討ちを加える。スパイク・ホワイトは追い討ち攻撃でバウンドさせ、テンシン・リンダは吹き飛ばす。雑魚を一撃で転ばせることができるので、様々な局面で利用される。
テンシンの場合リーチや吹き飛ばしの攻撃力が強力なため、これだけである程度進めてしまう。スパイクのみ腕で足払いするため、リーチが短い。
- B+C+J：スペシャルアタック
スペシャル（稲妻マーク）を一つ消費して緊急回避技を出す。
発動中は無敵で、終了間際に若干硬化時間がある。攻撃判定には緑のエフェクトが表示される。雑魚ボス問わず一撃でダウンさせる。
敵に囲まれた場合、攻撃を受けた場合、掴まれた場合などのピンチに使用する。多段攻撃であることを利用して敵の体力を一気に奪う使用方法もある。
ホワイトのみ、アッパーで敵を吹き飛ばす攻撃になっている。
- レバー一回転+B+C+J：スペシャルアピール
スペシャルを一つ消費してキャラ独自のアピールを行う。発動から終了まで無敵。発動中にはレバーによる回転、チャージが可能。それ以外の行動を行うと即解除される。
雑魚・ボス問わず一撃でダウンするが、攻撃判定は一人につき一回しか発生しない。キャラにより持続時間が異なる。
モーションについてはアピールの項を参照のこと
- B+JorC（長押し）_BorC：大ジャンプ攻撃　いわゆる「昇り蹴り」「降り蹴り」。大ジャンプ中であればほぼ任意のタイミングで二回まで発動できる。
大ジャンプしながらの蹴り上げ→追加蹴り上げ。攻撃判定の発生時間や発生位置等が非常に強力かつコマンドも簡単という優秀な攻撃。更に蹴り上げには敵を浮かせる特性があるので、空中コンボや浮かせ直しなどにも役立つ。その他雑魚の転ばせから追い討ちまで、活躍の幅は広い。
- （シフト押し＋レバー後ろ）C：水面蹴り
水面蹴りで後方の敵を転ばせる。攻撃判定の発生も早く、判定の位置も非常に低い。発動時にはキャラが大きくかがむため、攻撃を受ける危険性も低い優秀な攻撃。
ただし、この攻撃でダウンした敵は地面に即倒れてしまうためそれ以上の追い討ちが望めない。空中コンボ中にヒットさせても同様。

- 相手をつかむ：敵に近付くと自動的につかむ。シフトボタンを押しているとつかめない。
- （敵を正面からつかみ+レバーニュートラル）BBB：ボディブローx2+頭突き（リンダのみ膝蹴り→金的蹴り）
ボディブローは2発まで入力可能。3発目を入力すると頭突き（金的蹴り）で敵を吹き飛ばす。ボディブローを2発に留め、投げや羽交い絞めに移行するのが一般的。
頭突きのダメージは低いが、巻き込み効果に優れ、また味方も追い討ちしやすいため協力プレイなどで利用される。
- （敵を正面からつかみ+レバー入力）B：正面投げ
敵を指定方向に投げる。体重が重いボス・雑魚の場合、潰れて自分がダメージを受ける（キャラにより異なる）。
- （敵を正面or横方向からつかみ）C：羽交い絞め移行
敵の背中に周り、羽交い絞め状態(背後から敵を掴んでいる状態)に移行する。
- （敵を横方向から掴む）拘束
スパイクアウトFEではボスを含めて大半の敵キャラクターは横つかみに対する耐性及び反撃手段が無いためそのまま永続拘束が可能。
リンクプレイの場合はラスボスでさえ即死に持ち込める｡
- （敵を横方向からつかみ+レバー入力orレバーニュートラル）B：横投げ
敵を指定方向に投げる。体重が重いボス・雑魚の場合、潰れて自分がダメージを受ける（キャラにより異なる）。
- （敵を背後方向からつかみ+レバー入力orレバーニュートラル）BorC：背後投げ
敵を指定方向に投げる。体重が重いボス・雑魚の場合、潰れて自分がダメージを受ける（キャラにより異なる）。
- （敵を背後方向からつかみ）J：ジャンプ
敵を掴んだままジャンプする。ジャンプ後は自動でつかみが外れる。
- （敵を背後方向からつかみ+ジャンプ+レバー入力orレバーニュートラル）BorC：ジャンプ投げ
敵を掴んだままジャンプし、指定方向に投げる。一部の敵は受身を取りダメージが入らないことがある。
- （敵を正面からつかみ+レバー入力）B+C+J：大回転投げ、スペシャル投げ
掴んだ敵を振り回し、投げ飛ばす。スペシャルを一つ消費する。
振り回している間はスペシャルアタックと同様の効果があるが持続時間がより長い。周囲が壁の場所で使えば他の敵を巻き込んで大ダメージを与える事も出来る。
- （味方を正面からつかみ+レバー入力）B+C+J：合体スペシャル攻撃。
味方をつかんで高速で振り回す攻撃を繰り出す。スペシャルを一つ消費する。
この投げが発動できるのは「掴んだ」側のみ（体が点滅している方）であり、「掴まれた方」がB+C+Jを入力してもその場でスペシャルを出すだけになる。
攻撃判定や持続時間など、スペシャル投げよりも遥かに優れた性能を持つ技だが、条件上意図的に発動させるのが難しい。

## アイテム
アイテムは特定の敵を倒すと落とす。それかエリア内の物陰などに設置されている事がある。接触すると自動取得し短い無敵時間と共に効果が得られる。敵が落としたアイテムは取らずに一定時間が経過すると消えてしまう。
武器は 近付いて レバー↓ + B+C で拾う。武器は B or C などで攻撃方法が変わり（鉄パイプならBで振り下ろす、Cで水平に振り回す等）B+C で投げる事が出来る。投げるか敵の攻撃を受けると消えてしまう。投げた武器は味方にも当たってしまう。
- アイテム
ライフ（小） : 救急箱。ライフが少量回復する
ライフ（大） : 救急箱。ライフが中量回復する
ライフ（赤） : 救急箱。ライフが大量回復する
スペシャルアタック : 稲妻マーク。スペシャルのストック +1

- 武器
火炎放射器、タイヤ、鉄パイプ、車止め、スパナ、郵便箱、木箱、バスケットボール、フェンス
ハンマー、ベンチ、短刀（ドス等。2刀持ちが唯一可能な武器であり通常攻撃でコンボ攻撃となる）、テーブル、バット、テニスラケット、デッキブラシ、ヘルメット、バケツ（スパナと短刀は投げるとグロッキー攻撃と同じ効果がある）
つるはし、メガホン、錨（ステージボスが持っているため通常は拾えない）
絵画、花瓶、植木鉢、椅子、剣、スペシャルバット（連続スイングで3ヒットしてボスをも吹っ飛ばす性能がある）

## 小ネタ
- キャラクター選択時に押すボタンによって、ガッツポーズのモーションが異なる。
- エリアクリアー時に味方と掴み合っていると特殊なガッツポーズを取る。
- 9秒間無操作状態が続くとキャラクターが準備体操をするモーションを取る。
- HELP状態（体力が1/3以下）で9秒間無操作状態が続くとキャラクターが息を切らすモーションを取る。
- ダッシュのみの移動よりもダッシュ大ジャンプを繰り返すほうが早く移動できる。
- レバーニュートラル状態でシフトボタンを押すとキャラクターが構えるモーションを取る。
- 残りタイムが0になっても何らかの行動中はタイムオーバーにならない（SPアピール、ダッシュ大ジャンプ等）。
- ディーゼルタウン開始前のストーリー概要で「ナーウ(NOW)」のボイスを二回出すことができる。
タイミングは「今、TEAM SPIKEの逆襲が始まる」と表示され英語のナレーションで「ナーウ」と言った瞬間にスタートボタンを押す。
成功すると「ナーウ」「ナーウ、カウンターアタックオブ･･･」と「NOW」のボイスが二回でる。
- ゲートはキャラクターの当たり判定（攻撃を食らって吹き飛ぶときに付く判定）でも開けることができる。
（ゲート前の味方に武器を投げ吹き飛んだ際の頭突きで開ける、等）
- 特定の条件を満たす（オープン指示から数秒以内に開く等）とゲートブレイクボーナスが2倍になる（5,000点であれば10,000点）
- 残時間10秒ジャストでゲートオープンするとボイスとSEが入り混じった爆音が鳴り響く。
次のエリアが始まるまで継続する上、リンク時には全台で爆音が発生する。
基板を痛める可能性があるため、狙って発生させないことが望ましい。店舗によっては禁止していることもある。
- 残時間1秒ジャストでゲートオープンすると次のエリアで残時間1秒から開始してしまい、タイムオーバーになる。
リンク時にも発生する。
- 残時間2秒ジャストでゲートオープンすると次のエリアでいずれかのプレイヤーの残時間が2秒から開始してしまい、タイムオーバーになる。
- ボス戦終了とほぼ同時のタイミングに攻撃を食らうとその分の体力が回復しない。
- ディーゼルタウンエリア2（崩れた階段のエリア）では武器投げによる味方へのダメージが0（ライフが減らない）。
- 敵をKOする（出現させる）順序により、特定の敵がアイテムを出すことがある。
- 1-2の駐車場にはアストロモールとインペリアルオペラの看板がある。
- インペリアルオペラの看板には鎌を持った死神が描かれている。
- ボス戦終了時には雑魚が一斉に逃げ出すが、武器所持状態で固定されている敵はその場に「見えない」武器を落として逃げる。この武器は見えないだけで拾うことができる。
- アストロモールの駐車場エントランスでは敵がこちらを視認できないスペースが存在する。その箇所にプレイヤーが入ると、その外にいる敵はこちらを見失い一切の行動を起こさなくなる。
- ボスも武器を拾ったり、投げたりする。
- 通常、ダッシュ大ジャンプでは着地後にも慣性で数歩動いてしまうが、着地と同時にシフト移動することでこのスキをキャンセルすることができる。

## バグ
本作では特定の場所で特定の行動をするとキャラが地形にめり込むというバグが豊富であり、制限プレイやアドリブで組み込まれるものを含めると非常に幅広い遊び方が生まれた一つの要因となった。
- バグの一例
地形にめり込み、ゲーム中に行けないエリアに行く
敵が地形にめり込み、即KO扱いになる
KOされたはずの敵が消えずに残る
敵をエリア外に押し出し、また押し出されることによって自キャラ/敵キャラが投技以外は無敵と化す

## 移植版
| No. | タイトル  | 発売日        | 対応機種                                                     | 開発元               | 発売元 | メディア            | 型式 | 備考                 |
| --- | --------- | ------------- | ------------------------------------------------------------ | -------------------- | ------ | ------------------- | ---- | -------------------- |
| 1   | 龍が如く8 | 2024年1月26日 | PlayStation 4 PlayStation 5 Xbox One Xbox Series X/S Windows | セガ第一CS研究開発部 | セガ   | BD-ROM ダウンロード |      | ミニゲームとして収録 |